# リン郡 (ミズーリ州)
リン郡（英: Linn County）は、アメリカ合衆国ミズーリ州の北部に位置する郡である。2010年国勢調査での人口は12,761人であり、2000年の13,754人から7.2％減少した。郡庁所在地はリネウス市（人口278人）であり、同郡で人口最大の都市はブルックフィールド市（人口4,542人）である。リン郡は1837年1月6日に設立され、郡名はミズーリ州選出アメリカ合衆国上院議員ルイス・F・リンにちなんで名付けられた。

## 地理
アメリカ合衆国国勢調査局に拠れば、郡域全面積は621.46平方マイル（1,609.6km2）であり、このうち陸地は620.35平方マイル（1,606.7km2）、水域は1.11平方マイル（2.9km2）で、水域率は0.18％である。

### 主要高規格道路
- アメリカ国道36号線
- ミズーリ州道5号線
- ミズーリ州道11号線
- ミズーリ州道129号線
- ミズーリ州道139号線

### 隣接する郡
- サリバン郡 - 北
- アデア郡 - 北東
- メイコン郡 - 東
- チャリトン郡 - 南
- リビングストン郡 - 西
- グランディ郡 - 北西

## 人口動態
以下は2000年の国勢調査による人口統計データである。
| 基礎データ - 人口: 13,754人 - 世帯数: 5,697 世帯 - 家族数: 3,760 家族 - 人口密度: 9人/km2（22人/mi2） - 住居数: 6,554軒 - 住居密度: 4軒/km2（11軒/mi2） 人種別人口構成 - 白人: 97.89% - アフリカン・アメリカン: 0.60% - ネイティブ・アメリカン: 0.38% - アジア人: 0.14% - その他の人種: 0.15% - 混血: 0.76% - ヒスパニック・ラテン系: 0.76% 年齢別人口構成 - 18歳未満: 25.4% - 18-24歳: 7.0% - 25-44歳: 24.4% - 45-64歳: 22.6% - 65歳以上: 20.6% - 年齢の中央値: 40歳 - 性比（女性100人あたり男性の人口） - 総人口: 89.6 - 18歳以上: 85.7 | 世帯と家族（対世帯数） - 18歳未満の子供がいる: 29.6% - 結婚・同居している夫婦: 53.6% - 未婚・離婚・死別女性が世帯主: 8.9% - 非家族世帯: 34.0% - 単身世帯: 30.3% - 65歳以上の老人1人暮らし: 16.8% - 平均構成人数 - 世帯: 2.37人 - 家族: 2.94人 収入と家計 - 収入の中央値 - 世帯: 28,242米ドル - 家族: 36,134米ドル - 性別 - 男性: 25,635米ドル - 女性: 18,820米ドル - 人口1人あたり収入: 15,378米ドル - 貧困線以下 - 対人口: 14.9% - 対家族数: 11.3% - 18歳未満: 20.2% - 65歳以上: 14.1% |

## 都市と町
| - ブルックフィールド - ブラウニング | - バックリン - ラクレード | - リネウス - 郡庁所在地 - マーセリン | - ミードビル - ニューボストン | - パーディン - セントキャサリン |

## 政治

### 地方
リン郡の地方レベルでは民主党が大半の政治を支配しており、郡の選挙で選ばれる役職は2人を除いて独占している。

### 国政

#### 2008年大統領予備選挙
2008年の大統領予備選挙で、リン郡は二大政党の候補者をどちらも州全体と全国で二位に終わった者を選んだ。民主党の予備選挙ではヒラリー・クリントンが1位となり、さらに共和党予備選挙で各候補に投じられた票数よりも多かった。